# Il bandito
Il bandito is een Italiaanse film van Alberto Lattuada die werd uitgebracht in 1946.
Dit drama, dat zich afspeelt net na de Tweede Wereldoorlog, maakte deel uit van de officiële selectie van de eerste editie van het Filmfestival van Cannes (1946). Het is tevens de debuutfilm van Folco Lulli.

## Verhaal
Wanneer Ernesto na de Tweede Wereldoorlog uit krijgsgevangenschap in Duitsland terugkeert naar Turijn, vindt hij de stad platgebombardeerd. Zijn huis ligt in puin en zijn moeder is dood. Zijn zus Maria is spoorloos. Overal ziet hij verwoesting en misdaad om zich heen.
In de straten van het nachtelijke Turijn bemerkt Ernesto een mooie jonge vrouw die hij begint te volgen. Algauw komt hij terecht in een bordeel en daar ontdekt hij dat die vrouw zijn verdwenen zuster is die onder de schuilnaam Iris aan de kost komt als prostituee. Er ontstaat een handgemeen tussen Ernesto en Mirko, haar pooier. Tijdens hun gevecht wordt per ongeluk een schot gelost dat zijn zuster dodelijk treft. Uitzinnig van woede duwt Ernesto Mirko in het trappenhuis. Mirko is op slag dood.
Ernesto is zelf ook verwond en slaat in paniek op de vlucht. Hij vindt een onderkomen bij Lidia, een verleidelijke cynische prostituee. Lydia is de minnares van Mirko en staat samen met hem aan het hoofd van een roversbende. Ernesto wordt haar minnaar, sluit zich aan bij de bende en raakt op het slechte pad. 

## Rolverdeling
| Acteur           | Personage                  |
| ---------------- | -------------------------- |
| Amedeo Nazzari   | Ernesto                    |
| Carla Del Poggio | Maria                      |
| Anna Magnani     | Lidia                      |
| Mino Doro        | Mirko, de pooier van Maria |
| Carlo Campanini  | Carlo Pandelli             |
| Folco Lulli      | Andrea                     |
| Eliana Banducci  | Rosetta Pandelli           |
| Mario Perrone    | de bultenaar               |